# Station Padang
Station Padang (Indonesisch: Stasiun Padang, ook wel Stasiun Simpang Haru) is een spoorwegstation in Padang, de hoofdstad van de Indonesische provincie West-Sumatra.

## Bestemmingen
- Sibinuang:  naar Station Pariaman
- Dang Tuanku:  naar Station Pariaman